# Octobre 1948

## Évènements
- 1er octobre : le patriarche proclame la réunification de l’Église orthodoxe roumaine.

- 3 octobre : George Drew devient chef du Parti progressiste-conservateur du Canada[1].

- 4 octobre : en France, déclenchement d'une grève des mineurs organisée par la CGT, qui dure deux mois et fait six morts.

- 5 octobre : un séisme secoue Achgabat (Turkménistan), faisant 110 000 morts[2].

- 7 octobre : présentation de la Citroën 2CV, qui sera produite jusqu'en 1990. Mort d'un mineur gréviste, tué par les CRS à Merlebach

- 12 octobre : premier vol du prototype bi-réacteur SNCAC NC.1071.

- 15 octobre : rupture du cessez-le-feu au Proche-Orient. L’armée israélienne lance une offensive contre l’armée égyptienne qui se terminera par l’occupation du Néguev.

- 16 octobre : en France, les mesures de sécurité ayant été supprimées dans les mines par les grévistes organisés en piquets de grève, le gouvernement fait expulser les puits. S’ensuivent des affrontements très violents avec les grévistes, à Saint-Étienne, Carmaux, Montceau-les-Mines puis Alès à la fin du mois.

- 17 octobre (Sport automobile) : Grand Prix automobile de Monza.

- 19 octobre : un accord franco-anglo-américain met fin au démantèlement de l’industrie allemande.

- 20 octobre : le professeur suisse Auguste Piccard s’embarque de Dakar vers les îles du Cap-Vert où il doit tenter des expériences de plongée à bord d’un bathyscaphe.

- 22 octobre : victoire navale israélienne sur l'Égypte à la bataille d'El-Magdel.

- 26 octobre : les signataires du traité de Bruxelles approuvent le principe d’une alliance atlantique.

- 27 octobre : offensive irakienne dans la région de Naplouse.

- 29 octobre : coup d’État militaire au Pérou, réaction des riches planteurs de canne à sucre contre la politique de réorientation du modèle de développement mise en place par Prado (1939-1945) et Bustamante (1945-1948). Dictature du général Manuel A. Odría, qui s’empresse de remettre l’économie du pays sur les rails de la mono-exportation. Il met un terme à l’ouverture démocratique. L’Alliance populaire révolutionnaire américaine est mise hors la loi, son dirigeant Haya de la Torre se réfugie à l’ambassade de Colombie pour cinq ans.

- 30 octobre : George Gamow publie un article dans lequel il calcule que la première lumière de l'univers est apparue environ 300 000 ans après le Big Bang[3]. Ralph Alpher et Robert Herman publient le même résultat presque en même temps.

- 31 octobre (Sport automobile) : Grand Prix automobile de Penya-Rhin.

## Naissances

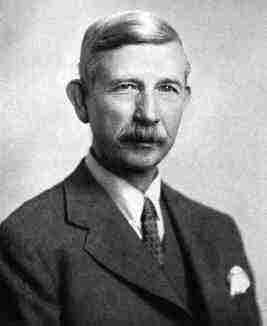
Joseph Wedderburn, décédé le 9 octobre

- 1er octobre : Peter Blake, navigateur néo-zélandais († 6 décembre 2001).
- 2 octobre :
  - Avery Brooks, acteur américain.
  - Derek Lee, homme politique fédéral canadien.
- 5 octobre : 
  - Marcel Otte, préhistorien belge.
  - Anna Tavano, athlète handisport française.
- 8 octobre :
  - Pat Binns, premier ministre de l'Île-du-Prince-Édouard.** Claude Jade, actrice française.
  - Johnny Ramone, musicien américain, guitariste des Ramones († 15 septembre 2004).
- 9 octobre : Jackson Browne, musicien, chanteur, compositeur américain.
- 11 octobre : Peter Kodwo Appiah Turkson, cardinal ghanéen.
- 14 octobre : Eduardo Bonomi, homme politique uruguayen († 20 février 2022).
- 16 octobre : Karen Wetterhahn (mort en 1997), chimiste américaine.
- 17 octobre : 
  - Margot Kidder, actrice et productrice canadienne.
  - George Wendt, acteur américain († 20 mai 2025).
- 20 octobre : Louis Darey, peintre français († 1917).
- 22 octobre : François Leccia, acteur et doubleur vocal français († 12 juillet 2009).
- 29 octobre : 
  - Kate Jackson, actrice, productrice et réalisatrice américaine.
  - Frans de Waal, primatologue néerlandais († 14 mars 2024).

## Décès
- 1er octobre : Phraya Manopakorn Nititada, 1er premier ministre de Thaïlande (° 15 juin 1854).
- 7 octobre : Johan Hjort (né en 1869), zoologiste norvégien.
- 9 octobre : Joseph Wedderburn (né en 1882), mathématicien anglais.
- 11 octobre : André Bloch (né en 1893), mathématicien français.
- 18 octobre : Margaret Hasluck (née en 1885), géographe, linguiste et archéologue anglaise.